# Madrid Las Ventas
Madrid Las Ventas es el tercer álbum en directo de la banda Mägo de Oz y el segundo DVD en vivo. 
Este contiene un DVD del concierto y dos CD que son el concierto íntegro con 16 temas, entre los que se encuentran la presentación de su disco Gaia (7 de los 12 temas que componen dicho álbum) y "El peso del alma", versión de Hammerfall incluido en el disco en solitario de José Andrëa, Donde el corazón te lleve. El DVD contiene, además, un álbum fotográfico con diversas imágenes de la gira.
Este álbum se convirtió en el último con el bajista Sergio Martínez.

## Polémica
El lanzamiento de este disco estuvo rodeado por la polémica, ya que a pesar de que Mägo de Oz había firmado contrato con DRO Atlantic (División de Warner Music en España), su anterior discográfica Locomotive Music lo publicó bajo su tutela. Además, no se tomó en cuenta la idea original de la banda, que deseaba publicar un DVD doble llamado Madrid DF, con los conciertos en la plaza de toros de Las Ventas y en el Palacio de los Deportes de México DF dejando fuera 8 canciones del repertorio. Aunque DRO llegó a un acuerdo con Locomotive para la distribución del álbum, Mägo de Oz manifestó su oposición a dicho lanzamiento, y declaró tomar acciones legales contra su antigua discográfica.

## Lista de canciones
| CD 1 |                                                              |                         |          |  |
| N.º  | Título                                                       | Disco original          | Duración |  |
| 1.   | «Obertura MDXX» (Intro)                                      | Gaia                    | 4:24     |  |
| 2.   | «Van a Rodar Cabezas»                                        | Gaia                    | 6:02     |  |
| 3.   | «Ancha es Castilla (Versión metal)»                          | Resacosix en Hispania   | 3:57     |  |
| 4.   | «Fiesta Pagana» (con Walter Giardino como invitado especial) | Finisterra              | 7:40     |  |
| 5.   | «El que Quiera Entender que Entienda»                        | Finisterra              | 6:40     |  |
| 6.   | «El Pacto»                                                   | La leyenda de La Mancha | 6:57     |  |
| 7.   | «El Árbol de la Noche Triste»                                | Gaia                    | 4:55     |  |
| 8.   | «Gaia»                                                       | Gaia                    | 10:45    |  |

| CD 2 |                                                 |                           |          |  |
| N.º  | Título                                          | Disco original            | Duración |  |
| 1.   | «El Peso del Alma» (A dueto con Patricia Tapia) | Donde el corazón te lleve | 7:57     |  |
| 2.   | «La Rosa de los Vientos»                        | Gaia                      | 4:42     |  |
| 3.   | «Noche Toledana» (Instrumental)                 | La leyenda de La Mancha   | 4:14     |  |
| 4.   | «Astaroth»                                      | Finisterra                | 7:00     |  |
| 5.   | «La Leyenda de la Llorona» (Instrumental)       | Gaia                      | 5:07     |  |
| 6.   | «La Danza del Fuego»                            | Finisterra                | 4:50     |  |
| 7.   | «La Costa del Silencio»                         | Gaia                      | 5:03     |  |
| 8.   | «Molinos de Viento»                             | La leyenda de La Mancha   | 6:30     |  |

| DVD |                                                             |                           |          |  |
| N.º | Título                                                      | Disco original            | Duración |  |
| 1.  | «Obertura MDXX» (Intro)                                     | Gaia                      | 4:24     |  |
| 2.  | «Van a Rodar Cabezas»                                       | Gaia                      | 6:02     |  |
| 3.  | «Ancha es Castilla (Versión metal)»                         | Resacosix en Hispania     | 3:57     |  |
| 4.  | «Fiesta Pagana»                                             | Finisterra                | 7:40     |  |
| 5.  | «El que Quiera Entender que Entienda»                       | Finisterra                | 6:40     |  |
| 6.  | «El Pacto»                                                  | La leyenda de La Mancha   | 6:57     |  |
| 7.  | «El Árbol de la Noche Triste»                               | Gaia                      | 4:25     |  |
| 8.  | «Gaia»                                                      | Gaia                      | 10:45    |  |
| 9.  | «El Peso del Alma» (Cover: Hammerfall - Glory to the brave) | Donde el corazón te lleve | 7:57     |  |
| 10. | «La Rosa de los Vientos»                                    | Gaia                      | 5:03     |  |
| 11. | «Noche Toledana» (Instrumental)                             | La leyenda de La Mancha   | 4:14     |  |
| 12. | «Astaroth»                                                  | Finisterra                | 7:00     |  |
| 13. | «La Leyenda de la Llorona» (Instrumental)                   | Gaia                      | 5:07     |  |
| 14. | «La Danza del Fuego»                                        | Finisterra                | 4:50     |  |
| 15. | «La Costa del Silencio»                                     | Gaia                      | 5:03     |  |
| 16. | «Molinos de Viento»                                         | La leyenda de La Mancha   | 6:30     |  |

Debido a los conflictos con la discográfica Locomotive Music, hubo canciones que finalmente se eliminaron.

### Canciones fuera del DVD
- Alma
- Satania
- El atrapasueños
- Resacosix en Hispania
- Mago de Oz (dúo con Juanma, primer vocalista de Mägo de Oz)
- La venganza de Gaia
- Jesús de Chamberí
- Hasta que el cuerpo aguante

La lista de canciones originalmente planeada por Mägo de Oz:
1. Obertura MDXX
2. Van a rodar cabezas
3. Ancha es Castilla (Versión metal)
4. Fiesta pagana
5. El que quiera entender que entienda
6. El pacto
7. El árbol de la noche triste
8. Alma
9. Gaia
10. El peso del alma
11. La rosa de los vientos
12. Satania
13. Noche toledana
14. Astaroth
15. La leyenda de la Llorona
16. El atrapasueños
17. Resacosix en Hispania
18. Mago de Oz (dúo con Juanma, primer cantante de Mägo de Oz)
19. La venganza de Gaia
20. Jesús de Chamberí
21. Hasta que el cuerpo aguante
22. La danza del fuego
23. La costa del silencio
24. Molinos de viento

## Ediciones
2005: Edición promocional para radiodifusoras con 3 Tracks de adelanto (van a rodar cabezas, astaroth, la danza del fuego).
“Not for sale only promotional use”
2005: Edición original (no oficial) de dos CD + DVD con formato digipak, publicado por Locomotive Music
2005: Edición original (no oficial) de dos CD con formato digipak, publicado por Locomotive Music
2005: Edición DVD (no oficial) publicado por Locomotive Music
2019: Reedición de dos CD con formato jewel case, publicado por Warner Music Spain

## Intérpretes
- José Andrëa: Voz
- Txus: Batería
- Mohamed: Violín
- Carlitos: Guitarra solista
- Frank: Guitarra rítmica y acústica
- Sergio Martínez: Bajo
- Kiskilla: Teclado y piano
- Fernando Ponce: Flauta traversa

### Colaboraciones
- Jorge Salán: Guitarra solista, acompañó al grupo durante buena parte del concierto.
- Walter Giardino (Rata Blanca): Guitarra solista en Fiesta Pagana.
- Patricia Tapia (Nexx): Voz en El Peso del Alma y Astaroth.
- Las Cuartetas: Cuarteto de cuerda que colaboró en El Peso del Alma y La Rosa de los Vientos.
- Javier Cruz: Percusión en La Leyenda de La Llorona
- Isabel Martínez: baile de vientre en Astaroth